# Itinerário Burdigalense

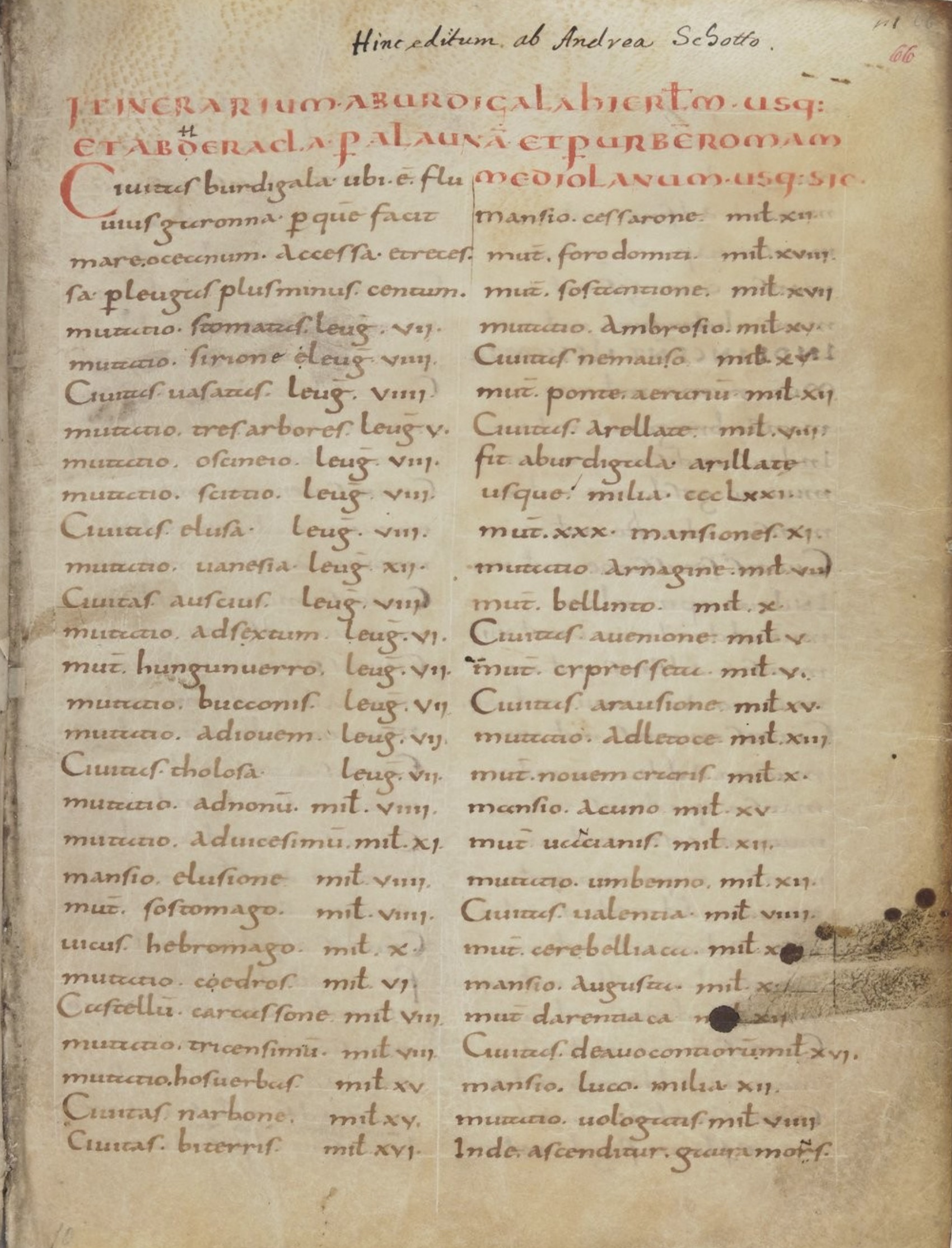
Página do Itinerarium Burdigalense

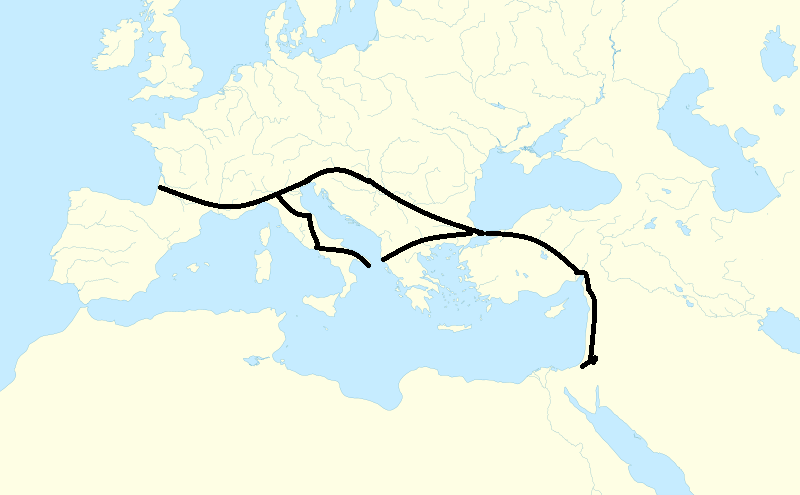
Rota mapeada da viagem descrita por um peregrino cristão anónimo, que viajou da Gália Aquitânia (sul de França) até à Terra Santa no século IV.

Itinerarium Burdigalense ("Itinerário de Bordeaux"), também conhecido como Itinerarium Hierosolymitanum ("Itinerário de Jerusalém"), é o mais antigo itinerarium cristão conhecido. Foi escrito pelo "Peregrino de Bordéus", um peregrino anônimo da cidade de Burdigala (atual Bordéus, França ) na província romana da Gália Aquitânia.
Relata a jornada do escritor por todo o Império Romano até a Terra Santa em 333 e 334, enquanto viajava por terra pelo norte da Itália e pelo vale do Danúbio até Constantinopla; depois pelas províncias da Ásia e Síria até Jerusalém, na província da Síria-Palestina ; e depois de volta pela Macedônia, Otranto, Roma e Milão.

## Manuscritos
O Itinerário sobrevive em quatro manuscritos, todos escritos entre os séculos VIII e X. Dois fornecem apenas a parte judaica da viagem, que está mais repleta de glossários topográficos nos locais, numa variedade de detalhes paisagísticos ausentes nas outras secções e na lenda cristã. 